# Oskar-Helene-Heim (metropolitana di Berlino)
La stazione di Oskar-Helene-Heim è una stazione della metropolitana di Berlino, sulla linea U3. È posta sotto tutela monumentale (Denkmalschutz).